# Парламентские выборы в Италии (1892)
Досрочные всеобщие парламентские выборы 1892 года прошли 6 (первый тур) и 13 ноября (второй тур). На них были выбраны 508 членов Палаты депутатов Королевства Италия. Победителем выборов стала правящая либеральная партия «Левая», представлявшая итальянскую буржуазию, получив почти 64 % мест в парламенте.
Активность избирателей по сравнению с предыдущими выборами несколько снизилась. В голосовании приняли участие 1 693 298 человек из 2 934 445 имевших право голоса (население Италии на тот момент превышало 31 млн), таким образом явка составила 57,70 %.

## Результаты выборов
| Партия                            | Оригинальное название  | Голоса    | %     | Места |
| --------------------------------- | ---------------------- | --------- | ----- | ----- |
| «Левая»                           | итал. Sinistra         | 847 563   | 51,2  | 323   |
| «Правая»                          | итал. Destra           | 190 371   | 11,5  | 93    |
| «Крайне левая»                    | итал. Estrema sinistra | 114 222   | 6,9   | 56    |
| Другие кандидаты                  |                        | 501 585   | 30,3  | 36    |
| Недействительные голоса           |                        | 37 901    | –     | –     |
| Всего                             |                        | 1 693 298 | 100   | 508   |
| Зарегистрировано избирателей/Явка |                        | 2 934 445 | 57,70 |       |

1. ↑  Из них 29 депутатов представляли Итальянскую партию трудящихся (будущую соцпартию)